# Cancionero de Segovia
El Cancionero de Segovia (Segovia, Catedral, Archivo Capitular, s.s. (antiguo18)), también conocido como Cancionero de la Catedral de Segovia o Cancionero Musical de Segovia (CMS) es un manuscrito que contiene música renacentista de finales del siglo XV y principios del siglo XVI. Contiene un amplio repertorio de obras de compositores españoles, franceses y franco-flamencos principalmente. Se conserva actualmente en el Archivo Catedralicio de Segovia.

## El manuscrito
El cancionero fue copiado a finales del reinado de Isabel la Católica, entre 1499 y 1503. Después perteneció a la Biblioteca del Real Alcázar de Segovia y posteriormente fue a parar, no se sabe cómo, a la Catedral de Segovia. Éste fue un hecho afortunado ya que, en 1862, el alcázar fue pasto de las llamas, y los objetos que albergaba fueron destruidos.
Posteriormente, el manuscrito fue encontrado por Higinio Anglés en el Archivo Capitular de la Catedral de Segovia, en 1922.
El códice tiene 228 folios numerados y es de tamaño mediano, de 291 mm x 215 mm, siendo el área escrita de 239 mm x 166 mm. A diferencia de otros cancioneros de la época, no tiene una tabla de contenido ni agrupa las obras por su género musical, como romances, motetes, etc. 
Está dividido en dos partes
1. la primera, hasta el folio 206, contiene más de 150 obras del repertorio franco-flamenco.
2. la segunda, del folio 207 al 228, comienza con la inscripción: Aquj comjensan las obras castellanas. Esta parte contiene 40 obras, de las cuales, 37 son en castellano, dos en latín (Pange lingua y Ave, Rex noster) y una no posee texto.

## Las obras
El códice se compone de 204 obras en total, en cinco lenguas diferentes (74 en latín, 50 en francés, 38 en castellano, 34 en flamenco o neerlandés y 8 en italiano). De ellas, 97 se encuentran únicamente en éste códice. Las piezas pertenecen a un gran número de compositores conocidos (27) y algunas son anónimas. Los compositores con obras en el manuscrito (junto con el número de obras entre paréntesis) son los siguientes:
- Jacob Obrecht (31)
- Heinrich Isaac (21)
- Alexander Agricola (19)
- Loyset Compère (15)
- Juan de Anchieta (9)
- Johannes Tinctoris (7)
- Josquin Des Pres (7)
- Antoine Brumel (6)
- Juan del Encina (6)
- Hayne van Ghiseghem (5)
- Francisco de la Torre (4)
- Matthaeus Pipelare (4)
- Petrus Elinc (4)
- Roelkin (3)
- Johannes Martini (3)
- Antoine Busnois (2)
- Johannes Wreede (Juan de Urrede) (2)
- Adam (2)
- Philippe Caron (1)
- Pedro de Lagarto (1)
- Alonso de Mondéjar (1)
- Juan Pérez de Gijón (1)
- Johannes Joye (1)
- Jacobus Barbireau (1)
- Marturia Prats (1)
- Johannes Ffarer (1)
- Alonso Pérez de Alba (1)

El Cancionero de Segovia contiene temas tanto religiosos como profanos. Entre los géneros representados encontramos misas, motetes, villancicos, chansons y piezas instrumentales. Las piezas van desde la simplicidad de algunas obras castellanas a la extremada dificultad de otras obras.

### Listado completo de obras
A continuación se da una descripción detallada de las obras que componen el cancionero. Los códigos de la columna de "Concordancias" con otros manuscritos y fragmentos se especifican más abajo. Los de la columna de "Grabaciones" se especifican en la sección de "Discografía".
| N.º                                   | Obra                                                 | Voces | Compositor                                                                    | Género musical       | Concordancias                                                                | Grabaciones                                           | Comentarios                                   |
| Primera parte: obras franco-flamencas |                                                      |       |                                                                               |                      |                                                                              |                                                       |                                               |
| ------------------------------------- | ---------------------------------------------------- | ----- | ----------------------------------------------------------------------------- | -------------------- | ---------------------------------------------------------------------------- | ----------------------------------------------------- | --------------------------------------------- |
| 1                                     | Misa Wol auff gesell von hynnen                      | 3-6   | Heinrich Isaac                                                                |                      |                                                                              |                                                       | Incompleta                                    |
| 2                                     | Misa L'homme arme sexti toni                         | 4     | Josquin Des Pres                                                              |                      |                                                                              |                                                       |                                               |
| 3                                     | Misa Libenter gloriabor                              | 4     | Jacob Obrecht                                                                 |                      |                                                                              |                                                       |                                               |
| 4                                     | Misa Adieu mes amours                                | 4     | Jacob Obrecht                                                                 |                      |                                                                              |                                                       |                                               |
| 5                                     | Misa Rose playsante                                  | 4     | Jacob Obrecht                                                                 |                      |                                                                              |                                                       |                                               |
| 6                                     | Misa Fortuna desperata                               | 4     | Jacob Obrecht                                                                 |                      |                                                                              |                                                       | Carece de Agnus Dei                           |
| 7                                     | Misa Quant j'ay au cor                               | 4     | Heinrich Isaac                                                                |                      | Q18, I27, 757, HAR(3v)                                                       |                                                       |                                               |
| 8                                     | Misa Sine nomine                                     | 4     | Matthaeus Pipelare                                                            |                      |                                                                              |                                                       |                                               |
| 9                                     | Patrem omnipotentem (Misa Beata Virgine)             | 4     | Juan de Anchieta                                                              |                      |                                                                              |                                                       |                                               |
| 10                                    | Salve Regina (Ad te clamamus / Eya ergo / O clemens) | 4     | Heinrich Isaac                                                                |                      |                                                                              |                                                       |                                               |
| 11                                    | Salve Regina (Vita dulcedo / Benedictum fructum)     | 4     | Jacob Obrecht                                                                 |                      | Q18                                                                          |                                                       |                                               |
| 12                                    | Magnificat (quarti toni)                             | 4     | Alexander Agricola (o Antoine Brumel?)                                        |                      |                                                                              |                                                       |                                               |
| 13                                    | Magnificat                                           | 4     | Josquin Des Pres                                                              |                      |                                                                              | AGO                                                   |                                               |
| 14                                    | Inter praeclarissimas virtutes                       | 4     | Jacob Obrecht                                                                 |                      |                                                                              |                                                       |                                               |
| 15                                    | Mille quingentis ("Requiem")                         | 4     | Jacob Obrecht                                                                 |                      |                                                                              |                                                       |                                               |
| 16                                    | Ave maria... Virgo serena                            | 4     | Josquin Des Pres                                                              |                      |                                                                              | ODH                                                   |                                               |
| 17                                    | O intemerata Virgo                                   | 4     | Josquin Des Pres                                                              |                      |                                                                              |                                                       |                                               |
| 18                                    | Salve virgo sanctissima                              | 4     | Heinrich Isaac                                                                |                      |                                                                              |                                                       |                                               |
| 19                                    | Omnis spiritus laudet                                | 5     | Jacob Obrecht                                                                 | motete               |                                                                              | DAE                                                   |                                               |
| 20                                    | Benedicamus in laude Jhesu                           | 4     | Jacob Obrecht                                                                 |                      |                                                                              |                                                       |                                               |
| 21                                    | Exortum est in tenebris                              | 4     | Matthaeus Pipelare                                                            |                      |                                                                              |                                                       | = Fors seulement                              |
| 22                                    | Cuius sacrata viscera                                | 4     | Jacob Obrecht                                                                 |                      |                                                                              |                                                       |                                               |
| 23                                    | Domine non secundum peccata                          | 4     | Johannes Ffarer                                                               |                      |                                                                              | AGO                                                   |                                               |
| 24                                    | Ave, regina celorum                                  | 4     | Heinrich Isaac                                                                |                      |                                                                              |                                                       |                                               |
| 25                                    | Domini Jhesu Christe qui hora Dei                    | 4     | Juan de Anchieta                                                              |                      |                                                                              |                                                       |                                               |
| 26                                    | Virgo et mater                                       | 4     | Juan de Anchieta                                                              |                      |                                                                              | PEÑ                                                   |                                               |
| 27                                    | In passione Domini                                   | 4     | Juan de Anchieta                                                              |                      |                                                                              | ODH                                                   |                                               |
| 28                                    | Domine, ne memineris                                 | 4     | Juan de Anchieta                                                              |                      |                                                                              | AGO                                                   |                                               |
| 29                                    | Kyrie eleyson... Qui expansis                        | 4     | Anónimo                                                                       |                      |                                                                              |                                                       |                                               |
| 30                                    | Veni, Sancte Spiritus / Veni Creator Spiritus        | 4     | Alonso Pérez de Alba                                                          |                      |                                                                              | ODH                                                   |                                               |
| 31                                    | O crux ave, spes unica                               | 4     | Anónimo                                                                       |                      |                                                                              |                                                       |                                               |
| 32                                    | Kyrie eleyson... qui passurus                        | 4     | Anónimo                                                                       |                      |                                                                              |                                                       |                                               |
| 33                                    | O bone Jhesu                                         | 4     | Juan de Anchieta (Loyset Compère ?)                                           | motete               | CML                                                                          | MUN, CAB                                              |                                               |
| 34                                    | Te Dominum confitemur                                | 4     | Anónimo                                                                       |                      |                                                                              |                                                       |                                               |
| 35                                    | Juste judex Jhesu Christe                            | 4     | Anónimo                                                                       |                      |                                                                              | AGO                                                   |                                               |
| 36                                    | Tmeiskin was jonc wel van passe                      | 4     | Jacob Obrecht                                                                 |                      | Q17, HAR                                                                     |                                                       | = De tusche in busche                         |
| 37                                    | Sullen wij langhe in drucke moeten leven             | 4     | Jacob Obrecht                                                                 |                      |                                                                              |                                                       |                                               |
| 38                                    | Sancte Michael, ora pro nobis                        |       | Loysette Compere                                                              |                      |                                                                              |                                                       | incompleta                                    |
| 39                                    | J'ay priis amours                                    | 4     | Johannes Martini (Antoine Busnois ?)                                          |                      | HAR                                                                          |                                                       |                                               |
| 40                                    | Fortuna vincineta                                    |       | Anónimo                                                                       |                      |                                                                              |                                                       | incompleta                                    |
| 41                                    | Je ne demande                                        | 4     | Antoine Busnois                                                               |                      | PIX, Q18, HAR                                                                |                                                       |                                               |
| 42                                    | Je n'ay deul                                         | 4     | Alexander Agricola                                                            |                      | Q17, 178, I27, 757, HAR                                                      | ORL                                                   |                                               |
| 43                                    | Elaes (que pourra devenir)                           | 4     | Philippe Caron                                                                |                      | PIX, Q16(3v), Q18, I27(3v), 757(3v), HAR                                     |                                                       |                                               |
| 44                                    | Fortuna desperata                                    | 5     | Heinrich Isaac                                                                | chanson              |                                                                              | DAE, AGO                                              |                                               |
| 45                                    | Le souvenir                                          | 4     | Johannes Tinctoris                                                            |                      |                                                                              |                                                       |                                               |
| 46                                    | Fortuna desperata / Sancte Petre / Ora pro nobis     | 5     | Heinrich Isaac                                                                |                      |                                                                              |                                                       |                                               |
| 47                                    | J'ay priis amours                                    |       | Heinrich Isaac                                                                |                      | 178                                                                          |                                                       | incompleta                                    |
| 48                                    | Morkin ic hebbe ter scolen gheleghen                 | 4     | Matthaeus Pipelare                                                            |                      |                                                                              |                                                       |                                               |
| 49                                    | Laet u ghenoughen liever                             | 4     | Jacob Obrecht                                                                 |                      |                                                                              |                                                       |                                               |
| 50                                    | Wat willen wij metten budel spelen, ons ghelt es uut |       | Jacob Obrecht                                                                 |                      | I27                                                                          |                                                       |                                               |
| 51                                    | Tsaat een eleen meisken al up een blocskin           | 4     | Jacob Obrecht                                                                 |                      | HAR                                                                          |                                                       |                                               |
| 52                                    | Waer sij dij han / Wie roupt ons daer                | 4     | Jacob Obrecht                                                                 |                      |                                                                              |                                                       |                                               |
| 53                                    | Lacen adieu wel zoete plye                           | 4     | Jacob Obrecht                                                                 |                      |                                                                              |                                                       |                                               |
| 54                                    | Zart reyne vrucht                                    | 4     | Roelkin                                                                       |                      |                                                                              |                                                       |                                               |
| 55                                    | Den Haghel ende die calde snee                       | 4     | Jacob Obrecht                                                                 |                      |                                                                              |                                                       |                                               |
| 56                                    | Veci la dancha barberi                               | 4     | Loyset Compère                                                                |                      |                                                                              |                                                       |                                               |
| 57                                    | Weet ghij wat mynder jonghen herten deert            | 4     | Jacob Obrecht                                                                 |                      |                                                                              |                                                       |                                               |
| 58                                    | Mon pere m'a done (donné) mari                       | 4     | Loyset Compère                                                                |                      |                                                                              |                                                       |                                               |
| 59                                    | Vergironette (Bergerette) savosienne                 | 4     | Josquin Des Pres                                                              |                      | HAR                                                                          |                                                       |                                               |
| 60                                    | Ic hoerde de clocskins luden                         | 4     | Jacob Obrecht                                                                 |                      |                                                                              |                                                       |                                               |
| 61                                    | Als al de weerelt in vruch den leeft                 | 4     | Jacob Obrecht                                                                 |                      |                                                                              |                                                       |                                               |
| 62                                    | Ic draghe de mutse clutse                            | 4     | Jacob Obrecht                                                                 |                      |                                                                              |                                                       |                                               |
| 63                                    | I[c e]n hebbe ghen ghelt in myn bewelt               | 4     | Jacob Obrecht                                                                 |                      |                                                                              |                                                       |                                               |
| 64                                    | Ic weinsche alle scoene vrauwen eere                 | 4     | Jacob Obrecht                                                                 |                      |                                                                              |                                                       |                                               |
| 65                                    | Meiskin es u cutkin ra                               | 4     | Jacob Obrecht                                                                 |                      | 178, HAR                                                                     |                                                       |                                               |
| 66                                    | Misa (sine nomine)                                   | 3     | Alexander Agricola (Aulen ?)                                                  |                      |                                                                              |                                                       |                                               |
| 67                                    | Magnificat                                           | 3     | Antoine Brumel                                                                |                      |                                                                              |                                                       |                                               |
| 68                                    | Magnificat                                           | 3     | Juan de Anchieta                                                              |                      |                                                                              |                                                       |                                               |
| 69                                    | Salve sancta facies nostra redemptoris               | 3     | Anónimo                                                                       |                      |                                                                              |                                                       |                                               |
| 70                                    | Imperatrix reginarum                                 | 3     | Anónimo                                                                       |                      |                                                                              | AGO                                                   |                                               |
| 71                                    | Osanna salvifica tuum plasma                         | 3     | Anónimo                                                                       |                      |                                                                              |                                                       |                                               |
| 72                                    | Alleluya                                             | 3     | Anónimo                                                                       |                      |                                                                              |                                                       |                                               |
| 73                                    | Alleluya, Salve virgo mater dei                      | 3     | Anónimo                                                                       |                      |                                                                              | AGO                                                   |                                               |
| 74                                    | Aleph. Quomodo obscuratum est / Beth. Filii Syon     | 3     | Anónimo                                                                       |                      |                                                                              |                                                       |                                               |
| 75                                    | Aleph. Vie Syon lugent / Facti sunt hostes           | 3     | Anónimo                                                                       |                      |                                                                              |                                                       |                                               |
| 76                                    | Ave, verum corpus Domini                             | 3     | Anónimo                                                                       |                      |                                                                              | AGO                                                   |                                               |
| 77                                    | Ave, ancilla trinitatis                              | 3     | Antoine Brumel                                                                |                      |                                                                              |                                                       |                                               |
| 78                                    | Mater patris et filia mulieris                       | 3     | Antoine Brumel                                                                |                      | Q18, HAR                                                                     | ORL                                                   |                                               |
| 79                                    | Ave, maris stella                                    | 3     | Jacob Obrecht                                                                 |                      |                                                                              | AGO                                                   |                                               |
| 80                                    | Dat ic myn lijden aldus helen moet                   | 3     | Petrus Elinc                                                                  |                      | Q17                                                                          |                                                       |                                               |
| 81                                    | In meinen zin                                        | 3     | Alexander Agricola                                                            |                      | 178                                                                          |                                                       |                                               |
| 82                                    | D'ung aultre amer                                    | 3     | Alexander Agricola                                                            |                      |                                                                              | AGO                                                   |                                               |
| 83                                    | Oblier suis                                          | 3     | Alexander Agricola                                                            |                      | Q17                                                                          |                                                       |                                               |
| 84                                    | Vrucht ende moet es gar da hin                       | 3     | Roelkin                                                                       |                      |                                                                              |                                                       |                                               |
| 85                                    | Vergironette (Bergerette) savosienne                 | 3     | Loyset Compère                                                                |                      |                                                                              | AGO                                                   |                                               |
| 86                                    | Tandernaken al up den Rijn                           | 3     | Alexander Agricola                                                            |                      |                                                                              |                                                       |                                               |
| 87                                    | Soyt loyng ou pres                                   | 3     | Alexander Agricola                                                            |                      | Q17, I27                                                                     |                                                       |                                               |
| 88                                    | Che nest pas jeu                                     | 3     | Hayne van Ghiseghem (o Johannes Ockeghem ?)                                   |                      | I27                                                                          |                                                       |                                               |
| 89                                    | Aletz regretz                                        | 3     | Hayne van Ghiseghem                                                           |                      | Q17, 178, 235, I27, 757, HAR                                                 |                                                       |                                               |
| 90                                    | Mon souvenir                                         | 3     | Hayne van Ghiseghem                                                           |                      | Q17, 178, 235, I27, HAR                                                      |                                                       |                                               |
| 91                                    | Adieu natuerlic leven myn                            | 3     | Petrus Elinc                                                                  |                      |                                                                              | AGO                                                   |                                               |
| 92                                    | Moet my lacen u vriendlic schiin                     | 3     | Jacob Obrecht                                                                 |                      |                                                                              | AGO*                                                  |                                               |
| 93                                    | Verlanghen ghij doet mynder herten piin              | 3     | Petrus Elinc                                                                  |                      |                                                                              |                                                       |                                               |
| 94                                    | Een vroylic wesen                                    | 3     | Jacobus Barbireau                                                             |                      | I27                                                                          |                                                       |                                               |
| 95                                    | Mijn Alder liefste moeselkin                         | 3     | Alexander Agricola                                                            |                      |                                                                              | AGO*                                                  |                                               |
| 96                                    | Cuius sacrata viscera                                | 3     | Jacob Obrecht                                                                 |                      |                                                                              |                                                       |                                               |
| 97                                    | Gracias refero tibi, Domine Jesu Christe             | 3     | Heinrich Isaac                                                                |                      |                                                                              |                                                       |                                               |
| 98                                    | Santa Maria, ora pro nobis                           | 3     | Anónimo                                                                       |                      |                                                                              |                                                       |                                               |
| 99                                    | Domine non secundum peccata nostra                   | 3     | Juan de Anchieta                                                              |                      |                                                                              | AGO                                                   |                                               |
| 100                                   | Conditor alme siderum                                | 3     | Juan de Anchieta                                                              |                      |                                                                              | AGO                                                   |                                               |
| 101                                   | Conditor alme siderum                                | 3     | Marturia Prats                                                                |                      |                                                                              |                                                       |                                               |
| 102                                   | Ave, sanctissima Maria mater Dei                     | 3     | Anónimo                                                                       |                      |                                                                              | AGO                                                   |                                               |
| 103                                   | Si dedero                                            | 3     | Alexander Agricola                                                            |                      | Q16, Q17, Q18, 178, 235, I27, 757, HAR                                       | ORL                                                   |                                               |
| 104                                   | Criste, si dedero                                    | 3     | Jacob Obrecht                                                                 |                      |                                                                              |                                                       | = Christe de la Missa Si dedero               |
| 105                                   | In pace in idipsum                                   | 3     | Josquin Des Pres                                                              |                      | Q17, 178, I27                                                                |                                                       | contrafactum de Que vous madame               |
| 106                                   | Ortus de celo flos est (La stangetta)                | 3     | Heinrich Isaac (Jacob Obrecht o Weerbeke ??)                                  |                      | HAR                                                                          |                                                       |                                               |
| 107                                   | O intemerata                                         | 3     | Johannes Martini                                                              |                      |                                                                              |                                                       |                                               |
| 108                                   | Hoert hier myn lieve gheselle                        | 3     | Petrus Elinc                                                                  |                      |                                                                              |                                                       |                                               |
| 109                                   | De tous biens playne                                 | 3     | Alexander Agricola                                                            |                      | HAR                                                                          |                                                       |                                               |
| 110                                   | Fortuna desperata                                    | 3     | Antoine Busnois                                                               |                      | 431                                                                          | DAE, SCH                                              |                                               |
| 111                                   | O venus bant                                         | 3     | Alexander Agricola                                                            |                      |                                                                              |                                                       |                                               |
| 112                                   | Princesse de toute beaulte                           | 3     | Alexander Agricola                                                            |                      |                                                                              |                                                       |                                               |
| 113                                   | Elaes                                                | 3     | Heinrich Isaac                                                                |                      | Q18, 178, I27, 757, HAR                                                      |                                                       | =La Morra; Donna gentile                      |
| 114                                   | Ave, crux, spes unica                                | 3     | Antoine Brumel                                                                |                      |                                                                              |                                                       |                                               |
| 115                                   | De tous biens playne / Et qui la dira                | 2     | Heinrich Isaac                                                                | quodlibet            |                                                                              | DAE, SCH                                              |                                               |
| 116                                   | Elaes                                                | 3     | Heinrich Isaac                                                                |                      | 757, HAR                                                                     |                                                       |                                               |
| 117                                   | Mijns liefskins bruyn oghen                          | 3     | Matthaeus Pipelare                                                            |                      |                                                                              |                                                       |                                               |
| 118                                   | Reveille toy franc cuer                              | 3     | Loyset Compère                                                                |                      |                                                                              |                                                       |                                               |
| 119                                   | Adieu comment joye                                   | 3     | Adam                                                                          |                      |                                                                              |                                                       |                                               |
| 120                                   | Si j'ai parle aucunement                             | 3     | Loyset Compère                                                                |                      | Q17                                                                          |                                                       |                                               |
| 121                                   | Vostre amour                                         | 3     | Heinrich Isaac                                                                |                      | 178                                                                          |                                                       | = Christe de la Missa Chargé de deul          |
| 122                                   | Jamays                                               | 3     | Antoine Brumel                                                                |                      |                                                                              |                                                       | = Gracieuse gente meuniere                    |
| 123                                   | Vive el noble rey                                    | 3     | Loyset Compère                                                                |                      |                                                                              |                                                       |                                               |
| 124                                   | De tous biens playne                                 | 3     | Alexander Agricola                                                            |                      |                                                                              |                                                       |                                               |
| 125                                   | Je ne fays plus                                      | 3     | Loyset Compère                                                                |                      | PIX, Q17, 176, 178, 235, I27, HAR                                            |                                                       |                                               |
| 126                                   | J'ay bieau huwert                                    | 3     | Loyset Compère                                                                |                      | Q16, 178, 757, HAR                                                           |                                                       |                                               |
| 127                                   | Fortuna desperata                                    | 3     | Josquin Des Pres                                                              |                      |                                                                              | AGO, SCH                                              |                                               |
| 128                                   | Het es al ghedaen                                    | 3     | Heinrich Isaac                                                                |                      |                                                                              |                                                       |                                               |
| 129                                   | Amours, Amours                                       | 3     | Hayne van Ghiseghem                                                           |                      | PIX, 431, I27, HAR(4v)                                                       |                                                       |                                               |
| 130                                   | Elaes Abrayam                                        | 3     | Loyset Compère                                                                |                      | HAR                                                                          |                                                       | = Helas le bon temps                          |
| 131                                   | Puis que                                             | 3     | Loyset Compère                                                                |                      | Q16                                                                          |                                                       |                                               |
| 132                                   | Cayphas                                              | 3     | Loyset Compère (o Johannes Martini ?)                                         |                      |                                                                              |                                                       |                                               |
| 133                                   | En attendant                                         | 3     | Loyset Compère                                                                |                      | Q18, 178                                                                     |                                                       |                                               |
| 134                                   | My my                                                | 3     | Heinrich Isaac                                                                |                      |                                                                              |                                                       |                                               |
| 135                                   | Penser en vous                                       | 3     | Hayne van Ghiseghem                                                           |                      |                                                                              |                                                       |                                               |
| 136                                   | Pour vostre amour                                    | 3     | Antoine Brumel                                                                |                      | I27                                                                          |                                                       | = Digan a les donzelles de Heinrich Isaac     |
| 137                                   | Nec michi nec tibi                                   | 3     | Jacob Obrecht                                                                 |                      | 431, I27                                                                     |                                                       |                                               |
| 138                                   | O venus bant                                         | 3     | Alexander Agricola                                                            |                      | 178, I27                                                                     |                                                       |                                               |
| 139                                   | J'ay bien nori                                       | 3     | Johannes Joye (o J. Japart ?)                                                 |                      | 178, I27                                                                     |                                                       | = Ja bien rise tans                           |
| 140                                   | Scoent kint                                          | 3     | Johannes Martini                                                              |                      |                                                                              |                                                       | = Fuga la morie                               |
| 141                                   | Beaulte damours                                      | 3     | Loyset Compère                                                                |                      |                                                                              |                                                       |                                               |
| 142                                   | Comt hier                                            | 3     | Heinrich Isaac                                                                |                      |                                                                              |                                                       | = Pour mieulx valoir de F. Rubinet            |
| 143                                   | Moyses                                               | 3     | Heinrich Isaac (o J. Barle ?)                                                 |                      |                                                                              |                                                       | = Kyrie de la missa anónima No 7 de E-Bbc 454 |
| 144                                   | Garisse moy                                          | 3     | Loyset Compère                                                                |                      | Q18, HAR                                                                     |                                                       |                                               |
| 145                                   | Je ne fays plus                                      | 3     | Loyset Compère                                                                |                      | 178                                                                          |                                                       |                                               |
| 146                                   | Gentile spiritus                                     | 3     | Heinrich Isaac                                                                |                      |                                                                              |                                                       |                                               |
| 147                                   | Elaes                                                | 3     | Alexander Agricola                                                            |                      |                                                                              |                                                       | = Helas madame que feraige                    |
| 148                                   | De tous biens playne                                 | 3     | Alexander Agricola                                                            |                      |                                                                              |                                                       |                                               |
| 149                                   | Cecus non judicat de coloribus                       | 3     | Ferdinandus et frater eius                                                    |                      | Q17                                                                          |                                                       | = Ave ancilla trinitas de Heinrich Isaac      |
| 150                                   | La martinella                                        | 3     | Heinrich Isaac                                                                |                      |                                                                              |                                                       |                                               |
| 151                                   | Morte que fay                                        | 3     | Heinrich Isaac                                                                | canzona              | 431(4v)                                                                      | DAE                                                   |                                               |
| 152                                   | Gaudeamus omnes in Domino                            | 2     | Alexander Agricola                                                            |                      |                                                                              |                                                       |                                               |
| 153                                   | Regina celi                                          | 2     | Jacob Obrecht                                                                 |                      |                                                                              |                                                       |                                               |
| 154                                   | De tous biens playne                                 |       | Adam                                                                          |                      |                                                                              |                                                       |                                               |
| 155                                   | Comme femme desconforté                              | 2     | Alexander Agricola                                                            |                      |                                                                              |                                                       |                                               |
| 156                                   | De tous biens playne                                 | 2     | Johannes Tinctoris                                                            |                      |                                                                              | DAE                                                   |                                               |
| 157                                   | De tous biens playne                                 |       | Roelkin                                                                       |                      | M36                                                                          | SCH                                                   |                                               |
| 158                                   | Le souvenir                                          | 2     | Johannes Tinctoris                                                            |                      |                                                                              |                                                       |                                               |
| 159                                   | D'ung aultre amer                                    | 2     | Johannes Tinctoris                                                            |                      | M36                                                                          |                                                       |                                               |
| 160                                   | [Aleluya]                                            | 2     | Johannes Tinctoris                                                            |                      | M36                                                                          |                                                       | Pieza sin texto                               |
| 161                                   | Tout a par moy                                       | 2     | Johannes Tinctoris                                                            |                      |                                                                              |                                                       |                                               |
| 162                                   | Fecit potentiam (secundi toni)                       |       | Anónimo                                                                       |                      |                                                                              |                                                       |                                               |
| 163                                   | Comme femme                                          |       | Johannes Tinctoris                                                            |                      |                                                                              |                                                       |                                               |
| Segunda parte: obras castellanas      |                                                      |       |                                                                               |                      |                                                                              |                                                       |                                               |
| 164                                   | Justa fue mi perdición                               | 3     | Francisco de la Torre                                                         | villancico           | CMP                                                                          | ZIR, ORL, DAE, PAN                                    |                                               |
| 165                                   | Gran gasajo siento yo                                | 4     | Juan del Encina                                                               | villancico de égloga | CMP                                                                          | ANT                                                   |                                               |
| 166                                   | Pues jamás olvidaros                                 | 4     | Juan del Encina                                                               | canción              | CMP, FRO, DEF                                                                | ANT, PAL, ACC, CAP                                    |                                               |
| 167                                   | Nunca fue pena mayor                                 | 3     | Johannes Wreede (Juan de Urrede) (Texto: García Álvarez de Toledo y Enríquez) |                      | CMP, CMC, PIX, 831, Q16(4v), Q17, Q18, 176, 178, 235, 431, I27, 757, HAR(4v) | MAG, COL, EGB, HIL, WAV                               |                                               |
| 168                                   | Al dolor de mi cuidado                               | 3     | Juan Pérez de Gijón                                                           |                      | CMP, CMC                                                                     |                                                       |                                               |
| 169                                   | Romerico tu que vienes                               | 3     | Juan del Encina                                                               | villancico a diálogo | CMP, CME                                                                     | ANT, VAL, BER, COM, ALT, SPI, DAE, UFF                |                                               |
| 170                                   | O que chapado plazer                                 | 3     | Anónimo                                                                       |                      |                                                                              |                                                       |                                               |
| 171                                   | Damos gracias a ti Dios                              | 3     | Francisco de la Torre                                                         | romance              | CMP                                                                          | ZIR, FIC, VIC                                         |                                               |
| 172                                   | Peligroso pensamiento                                | 3     | Francisco de la Torre                                                         | villancico           | CMP                                                                          | ZIR, EGB                                              |                                               |
| 173                                   | Dezi, flor resplandeçiente                           | 3     | Anónimo                                                                       |                      |                                                                              | HEN                                                   |                                               |
| 174                                   | Contento soy que dolais dolor                        | 3     | Anónimo                                                                       |                      |                                                                              |                                                       |                                               |
| 175                                   | Al del hato ça los angeles                           | 3     | Anónimo                                                                       |                      |                                                                              |                                                       |                                               |
| 176                                   | Ya no quiero tener fe, señora                        | 3     | Juan del Encina                                                               | villancico           | CMP                                                                          | ANT, MAY, DAE, MAG                                    |                                               |
| 177                                   | El descanso de vos ver                               | 3     | Anónimo                                                                       |                      |                                                                              |                                                       |                                               |
| 178                                   | Amor quiso que os quisiese                           | 3     | Anónimo                                                                       |                      |                                                                              |                                                       |                                               |
| 179                                   | Por muy dichoso se tenga                             | 3     | Juan del Encina                                                               | cantata              | CMP                                                                          | ANT                                                   |                                               |
| 180                                   | Ay triste que vengo                                  | 3     | Juan del Encina                                                               | villancico           |                                                                              | ANT, HES, ANG, EMC, KIN, LAN, RON, ACC, RIC, DUF, CDM |                                               |
| 181                                   | Mas lo precio que mi Enrique                         | 3     | Anónimo                                                                       |                      | CMP                                                                          |                                                       |                                               |
| 182                                   | No cesé hasta que os vi                              | 3     | Anónimo                                                                       |                      |                                                                              |                                                       |                                               |
| 183                                   | Qual estávades anoche                                | 4     | Anónimo                                                                       |                      |                                                                              |                                                       |                                               |
| 184                                   | Ya no quiero ser vaquero                             | 3     | Juan del Encina                                                               | villancico           | CMP                                                                          | ANT                                                   |                                               |
| 185                                   | (Sin texto)                                          | 3     | Anónimo                                                                       |                      |                                                                              |                                                       |                                               |
| 186                                   | Harto de tanta porfia                                | 3     | Anónimo                                                                       |                      | CMP(4v)                                                                      | CAR, PAL, GOT                                         |                                               |
| 187                                   | Oyga tu merced y crea                                | 3     | Anónimo (Texto: Juan de Mena)                                                 |                      | CMP, CMC                                                                     |                                                       |                                               |
| 188                                   | Adoramuste, Señor                                    | 4     | Francisco de la Torre                                                         | (danza de seises)    | CMP                                                                          | ZIR, ORL, PIF*, REN                                   |                                               |
| 189                                   | Andad pasiones andad                                 | 3     | Pedro de Lagarto                                                              |                      | CMP, CMC                                                                     | ORL                                                   |                                               |
| 190                                   | O si vieras al moçuelo                               | 3     | Anónimo                                                                       |                      |                                                                              |                                                       |                                               |
| 191                                   | Nuevas, nuevas de plazer                             | 3     | Anónimo                                                                       |                      |                                                                              |                                                       |                                               |
| 192                                   | Nuevas, nuevas por tu fe                             | 3     | Anónimo                                                                       |                      |                                                                              | HEN                                                   |                                               |
| 193                                   | Como nos liebas, amor                                | 3     | Anónimo                                                                       |                      |                                                                              |                                                       |                                               |
| 194                                   | Quanto más lexos de ti                               | 4     | Anónimo                                                                       |                      |                                                                              |                                                       |                                               |
| 195                                   | Quedóse do quedo yo                                  | 3     | Anónimo                                                                       |                      |                                                                              | AGO                                                   |                                               |
| 196                                   | Para verme con ventura                               | 3     | Juan del Encina                                                               | villancico           | CMP, UPS                                                                     | ANT, CAN, INC                                         |                                               |
| 197                                   | Con temor y con plazer                               | 3     | Anónimo                                                                       |                      |                                                                              |                                                       |                                               |
| 198                                   | Vete amor busca do'stés                              | 3     | Anónimo                                                                       |                      |                                                                              |                                                       |                                               |
| 199                                   | Desdichado fue nacer                                 | 3     | Anónimo                                                                       |                      |                                                                              |                                                       |                                               |
| 200                                   | Vos partiste, yo quedé                               | 3     | Anónimo                                                                       |                      |                                                                              |                                                       |                                               |
| 201                                   | Subime a lo alto                                     | 3     | Anónimo                                                                       |                      |                                                                              |                                                       |                                               |
| 202                                   | Pange lingua                                         | 4     | Johannes Wreede (Juan de Urrede)                                              | motete               |                                                                              | DAE                                                   |                                               |
| 203                                   | Ave, Rex noster                                      | 4     | Alonso de Mondéjar                                                            |                      |                                                                              | AGO, ORL, HIL                                         |                                               |
| 204                                   | Ne recorderis                                        |       | Anónimo                                                                       |                      |                                                                              |                                                       | Incompleta                                    |

(*) Versión instrumental
Concordancias con otras fuentes musicales:
- Manuscritos:
  - Q16 - Bolonia, Civico Museo Bibliografico Musicale, MS Q16 (I-Bc Q 16)
  - Q17 - Bolonia, Civico Museo Bibliografico Musicale, MS Q17 (I-Bc Q 17)
  - Q18 - Bolonia, Civico Museo Bibliografico Musicale, MS Q18 (I-Bc Q 18)
  - CME - Elvas, Biblioteca Municipal Publia Hortensia, Ms 11793 (Cancionero de Elvas) (P-Em 11793)
  - 176 - Florencia, Biblioteca Nazionale Centrale, Ms. Magl. XIX. 176 (I-Fn Magl.XIX 176)
  - 178 - Florencia, Biblioteca Nazionale Centrale, Ms. Magl. XIX. 178 (I-Fn Magl.XIX 178)
  - 235 - Florencia, Biblioteca Riccardiana, MS. 2356 (I-Fr 2356)
  - CML - Lisboa, Biblioteca Nacional Colecçāo Dr. Ivo Cruz, MS 60 (Cancionero de Lisboa) (P-Ln Res C.I.C. 60)
  - CMP - Madrid, Biblioteca Real, MS II - 1335 (Cancionero de Palacio)
  - 831 - Oxford, Bodleian Library, MS. Ashmole 831 (GB-Ob Ashmole 831)
  - PIX - París, Bibliothèque Nationale, fonds française 15123 (Chansonnier Pixérécourt) (F-Pn 15123)
  - M36 - Perugia, Biblioteca Comunale Augusta, Ms. 36 (I-PEc M 36)
  - 431 - Perugia, Biblioteca Comunale Augusta, Ms. 431 (olim G20) (I-PEc 431)
  - I27 - Roma, Biblioteca Apostólica Vaticana, C. G.XIII. 2 7 (Cappella Giulia Chansonnier) (I-Rvat CG XIII.27 ).
  - CMC - Sevilla, Catedral Metropolitana, Biblioteca Capitular y Colombina, Ms. 7-I-28 (Cancionero de la Colombina) (E-S 7-I-28)
  - 757 - Verona, Biblioteca Capitolare. MS 752 (I-VEcap 757)

- Libros impresos:
  - HAR - Harmonice Musices Odhecaton. 1501. Ottaviano Petrucci. Venecia
  - FRO - Frottole [¿libro secondo, Napoles, Caneto, 1516?] (Florencia, Biblioteca Marucelliana)
  - DEF - João IV de Portugal, "Defensa de la música moderna" (Lisboa, 1649)
  - UPS - Villancicos de diversos autores. Jerónimo Scotto. Venecia. 1556. (Cancionero de Upsala)

## Discografía
- 1981 - [ANT] Obra Musical Completa de Juan del Enzina. Miguel Á. Tallante. Pro Mvsica Antiqva de Madrid y solistas. Nueva edición (1990): MEC 1024 a 1027 CD
- ???? - [MAY] Mayrat. El Viaje del Agua. Grupo Odres. Saga WKPD-10/2035.
- 1960 - [ANG] Victoria de los Ángeles - Spanish Songs of the Renaissance. Victoria de los Ángeles. Ars Musicae de Barcelona. José María Lamaña. . Se puede encontrar en CD ensamblado con otras grabaciones en: Victoria de los Ángeles - Cantos de España. EMI Classics 7243 5 66 937 2 2 (4 CD).
- 1968 - [VIC] Songs of Andalusia. Victoria de los Ángeles. Ars Musicae de Barcelona. Enrique Gispert. . Se puede encontrar en CD ensamblado con otras grabaciones en: Victoria de los Ángeles - Cantos de España. EMI Classics 7243 5 66 937 2 2 (4 CD).
- 1970 - [EMC] Music of the Royal Courts of Europe 1150-1600. Early Music Consort of London. David Munrow. Reeditado en CD como: The Pleasures of the Royal Courts. Elektra Nonesuch 9 71326-2.
- 1971 - [VAL] El Camino de Santiago. Cantos de peregrinación. Escolanía y Capilla Musical de la Abadía del Valle de los Caídos. Leoncio Diéguez. Laurentino Sáenz de Buruaga. Cuarteto y Grupo de Instrumentos Antiguos Renacimiento. Ramón Perales de la Cal. EMI (Odeón) 7243 5 67051 2 8.
- 1974 - [BER] Old Spanish Songs. Spanish songs from the Middle Ages and Renaissance. Teresa Berganza. Narciso Yepes. . Se puede encontrar en CD ensamblado con otras grabaciones en: Canciones españoles. Deutsche Grammophon 435 648-2.
- 1976 - [MUN] The Art of the Netherlands. Early Music Consort of London. David Munrow.
- 1984 - [COM] Romeros y Peregrinos. Grupo Universitario de Cámara de Compostela. Carlos Villanueva Abelairas. EMI Classics CB-067.
- 1985 - [REN] Mon Amy. Ensemble Renaissance. Al Segno as 2004 2.
- 1987 - [KIN] Music from the Spanish Kingdoms. Circa 1500 Ensemble. CRD 3447.
- 1988 - [RIC] Music from the time of Richard III. Yorks Waits. Saydisc CD-SDL 364.
- 1989 - [HEN] Sacred and Secular Music from six centuries. The Hilliard Ensemble. Hyperion Helios CDH 55148.
- 1990 - [ZIR] Francisco de la Torre. La Música en la Era del Descubrimiento. Volumen 6. Taller Ziryab. Dial Discos.
- 1991 - [PAL] El Cancionero de Palacio, 1474-1516. Música en la corte de los Reyes Católicos. Hespèrion XX. Jordi Savall. Astrée (Naïve) ES 9943.
- 1991 - [HES]  Juan del Encina: Romances y villancicos. Jordi Savall. Hespèrion XX. Astrée (Naïve) ES 9925.
- 1991 - [COL] El Cancionero de la Colombina, 1451-1506. Música en el tiempo de Cristóbal Colón. Hespèrion XX. Jordi Savall. Astrée (Naïve) ES 9954.
- 1991 - [DAE] El Cancionero de la Catedral de Segovia. Ensemble Daedalus. Roberto Festa. Accent ACC 9176.
- 1991 - [HIL] Spanish and Mexican Renaissance Vocal Music. Music in the Age of Columbus / Music in the New World. Hilliard Ensemble. EMI Reflexe 54341 (2 CD).
- 1992 - [WAV] 1492 - Music from the age of discovery. Waverly Consort. Michael Jaffee. EMI Reflexe 54506.
- 1993 - [ALT] In Gottes Namen fahren wir. Pilgerlieder aus Mittelalter und Renaissance. Odhecaton, Ensemble für alte Musik, Köln. FSM 97 208.
- 1993 - [GOT] The Voice in the Garden. Spanish Songs and Motets, 1480-1550. Gothic Voices. Christopher Page. Hyperion 66653.
- 1995 - [LAN] Landscapes. Three centuries of world music. David Bellugi et al. Frame 9506.
- 1995 - [RON] A Song of David. Music of the Sephardim and Renaissance Spain. La Rondinella. Dorian Discovery DIS-80130.
- 1995 - [CAN] Canciones, Romances, Sonetos. From Juan del Encina to Lope de Vega. La Colombina (grupo). Accent 95111.
- 1996 - [EGB] Sola m'ire. Cancionero de Palacio. Ensemble Gilles Binchois. Dominique Vellard. Virgin Veritas 45359.
- 1996 - [PIF] Los Ministriles. Spanish Renaissance Wind Music. Piffaro, The Renaissance Band. Archiv Produktion 474 232-2.
- 1996 - [ACC] Cancionero Musical de Palacio. Ensemble Accentus. Thomas Wimmer. Naxos 8.553536.
- 1998 - [FIC] De Antequara sale un moro. Musique de l'Espagne chrétienne, maure et juive vers 1492. Ensemble Música Ficta. Carlos Serrano. Jade 74 321 79256-2.
- 1998 - [UFF] Música no tempo das Caravelas. Música Antiga da UFF.
- 2000 - [SPI] Pilgerwege. Freiburger Spielleyt. Verlag der Spielleute CD 0003.
- 2000 - [CAR] Carlos V. Mille Regretz: La Canción del Emperador. La Capella Reial de Catalunya. Hespèrion XXI. Jordi Savall. Alia Vox AV 9814.
- 2000 - [PEÑ] Anchieta: Missa Sine Nomine / Salve Regina. Capilla Peñaflorida. Ministriles de Marsias. Josep Cabré. Naxos 8.555772.
- 2001 - [INC] Cançoner del duc de Calàbria. Duos i Exercicis sobre els vuit tons. In Canto. La mà de guido 2043.
- 2001 - [SCH] Amours amours amours. Lautenduos um 1500. Schröder, Young. Harmonia mundi HMC 90 5253.
- 2002 - [DUF] Cancionero. Music for the Spanish Court 1470-1520. The Dufay Collective. Avie AV0005.
- 2002 - [ORL] The Toledo Summit. The Orlando Consort. Harmonia Mundi HMU 907328.
- 2003 - [AGO] Cancionero de Segovia. Manuscrito Musical s.s. del Archivo de la Catedral. Coral Ágora de Segovia. (Información en coralagora.com)
- 2003 - [PAN] La Conquista de Granada - Isabel la Católica. Las Cortes europeas, los Cancioneros y Música Andalusí Nazarí. Música Antigua. Eduardo Paniagua. Pneuma PN-660.
- 2004 - [CAP] Isabel I, Reina de Castilla. Luces y Sombras en el tiempo de la primera gran Reina del Renacimiento 1451-1504. La Capella Reial de Catalunya y Hespèrion XXI. Jordi Savall. Alia Vox AV 9838 (CD). Alia Vox AVSA 9838 (SACD-H).
- 2004 - [CDM] Cancionero de Palacio. Capella de Ministrers. Carles Magraner. Licanus CDM 0409.
- 2005 - [CAB] Juan de Anchieta: Missa Rex Virginum - Motecta. Capilla Peñaflorida. Josep Cabré. K 617
- 2006 - [MAG] Borgia. Música religiosa en torno al papa Alejandro VI (1492-1503). Capella de Ministrers. Carles Magraner. Licanus CDM 0616.
- 2007 - [ODH] Peñalosa: Un Libro de Horas de Isabel La Católica. Odhecaton. Paolo Da Col. Bongiovanni 5623.
- 2011 - [MOR] GLOSAS: Embellished Renaissance Music. More Hispano. Vicente Parrilla. Carpe Diem CD-16285.  (Información en vicenteparrilla.com)